# 狩留賀町

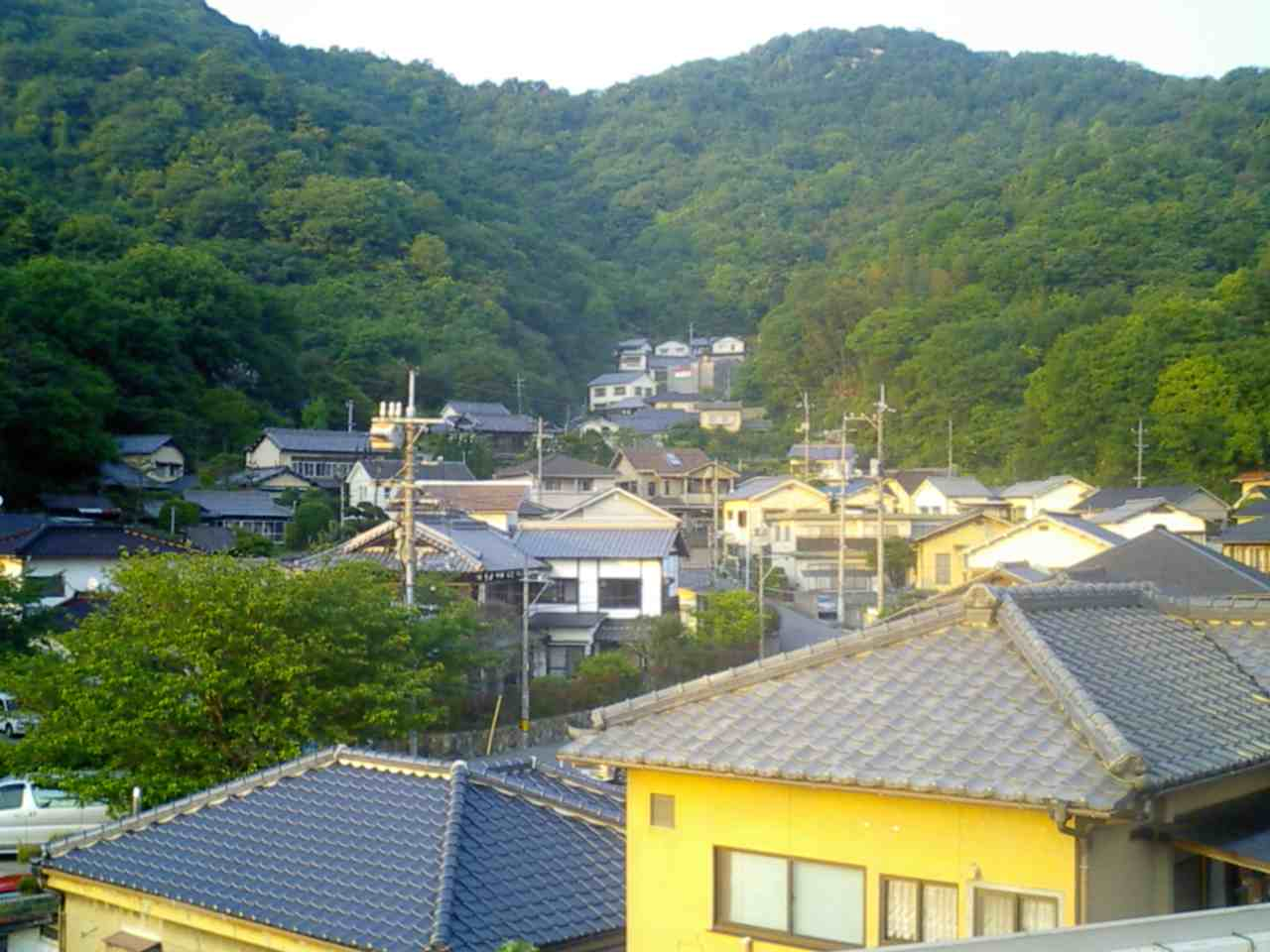
狩留賀町全景 2007年5月

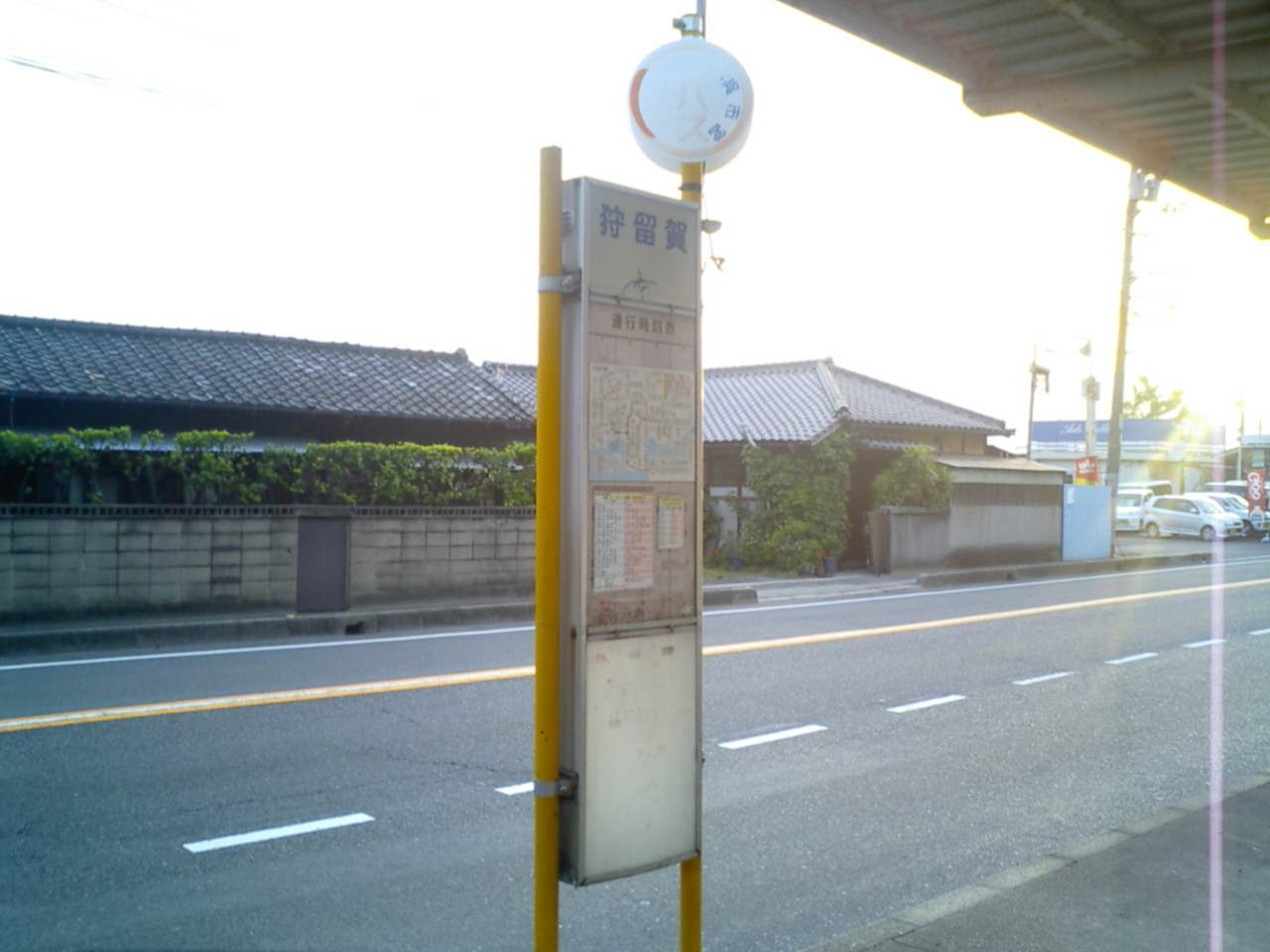
呉市交通局バス停「狩留賀」2007年5月25日

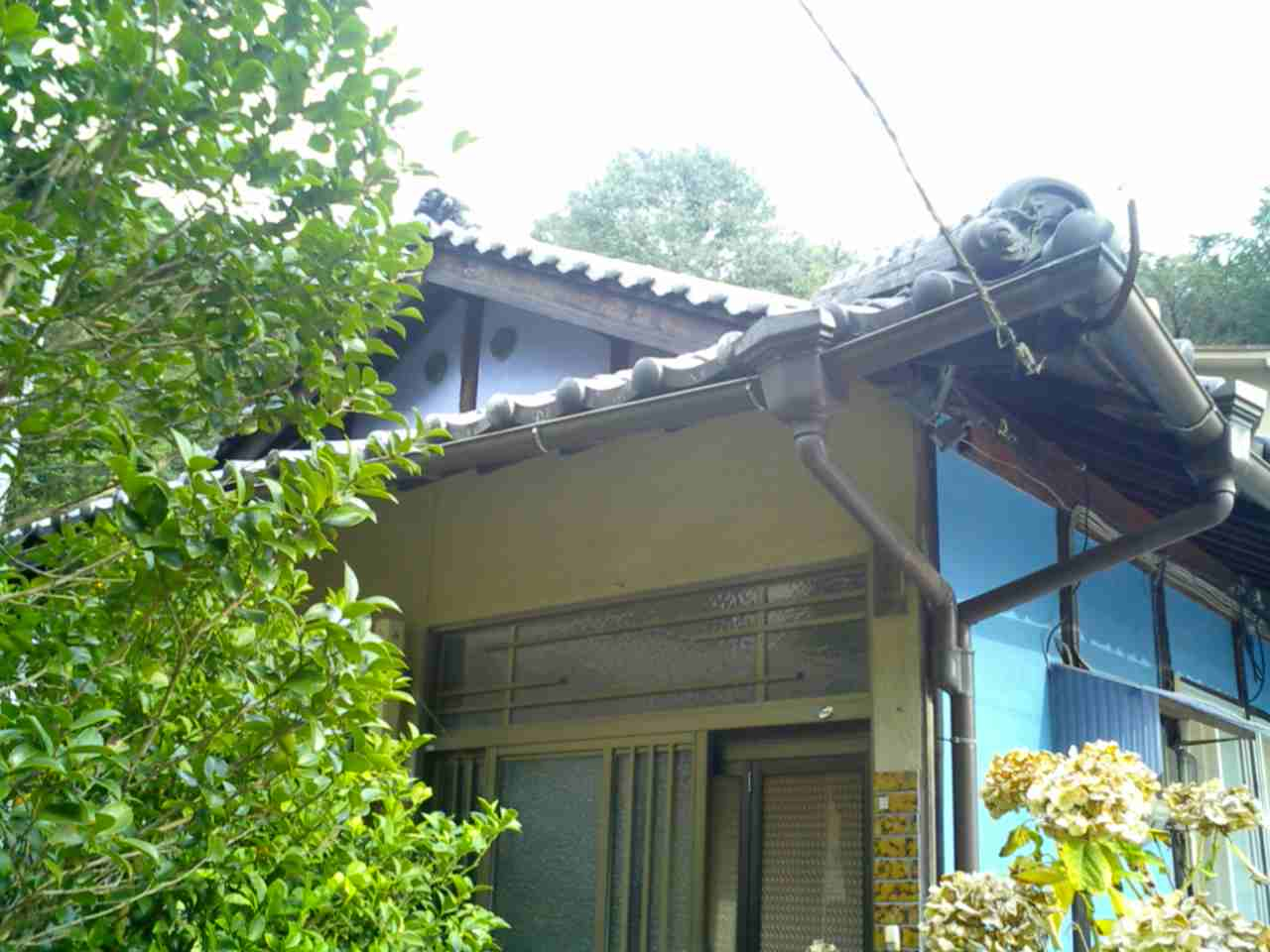
狩留賀町住宅（1）（戦前、「別荘地時代」の住宅。）2007年9月11日

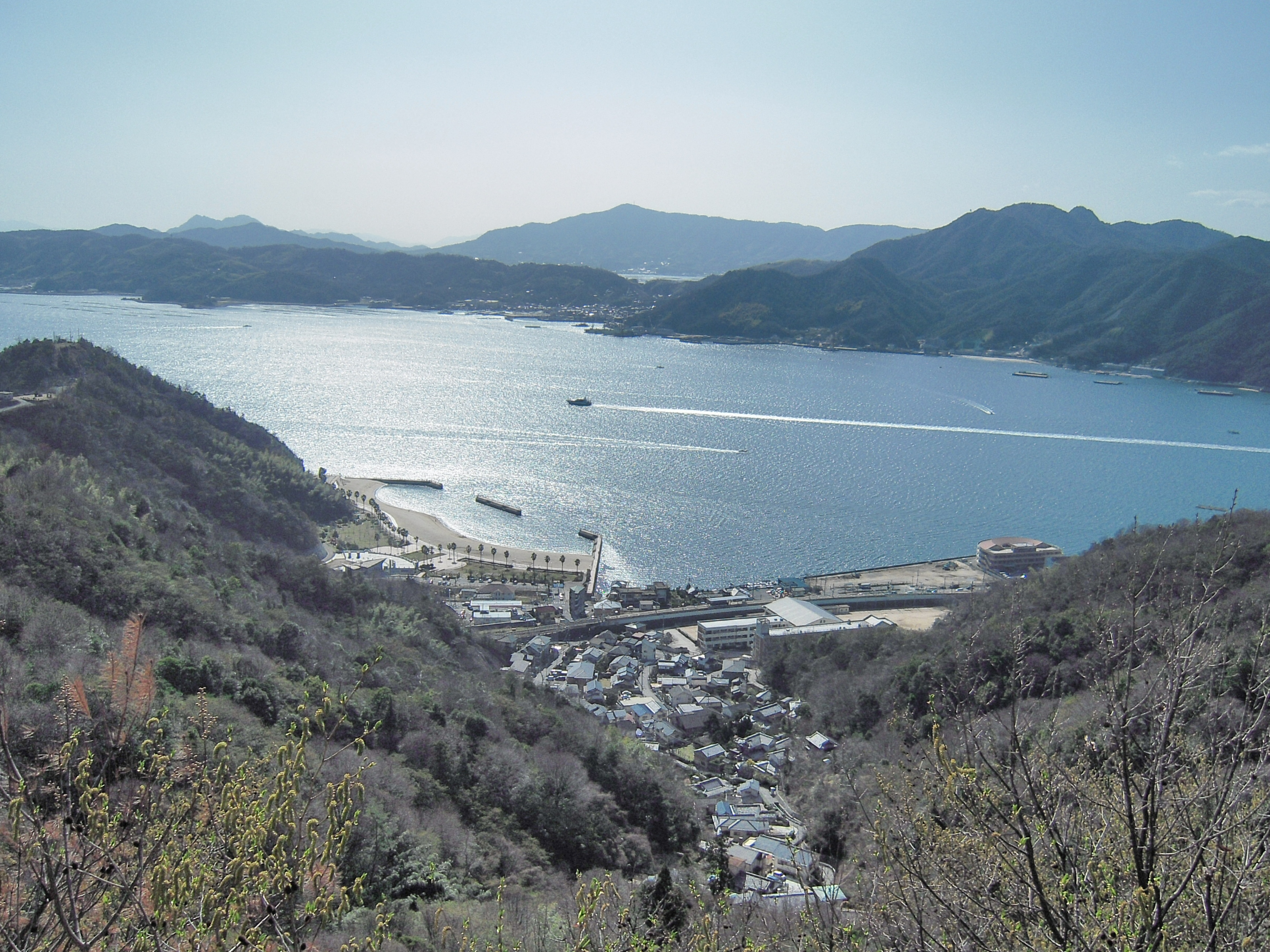
つばくろ山より望む狩留賀町 2009年3月15日

狩留賀町(かるがちょう）は呉市の町名。 郵便番号は737-0862（呉郵便局管区）。

## 地理
呉市西部にあり、北方・東方・南方の三方を山に囲まれた町（住宅地）である。空いた一方である西方は瀬戸内海になっていて、江田島が臨める。町域内は概ね全域が住宅地として利用されている旧別荘地である。現在（2025年）も別荘地時代の家（第二次世界大戦以前に建てられた家）が数軒残るが、「世代交代」・「老朽化」、平成30年7月豪雨の影響により建替えられつつある。町内に海水浴場「ロマンチックビーチかるが」がある。

### 河川
- 狩留賀川

### 山岳
- 西城山
- 猪山
- つばくろ山

## 歴史

### 地名の由来
地名は「狩倉」の変化形、草刈焼畑所があった。出雲国から来た狩留賀姫が住み着いた。など諸説ある。

### 江戸時代
- 1703年（元禄16年）「あきのへ新開三反程 三津田新開八畝 かるが新開五反」の文章が『芸藩通誌』に記されている。現在（2025年）の所これが「かるが」という地名が出てくる最初のものである。

### 明治時代
- 1892年 (明治25年) 江田島高須、狩留賀間の海底電線竣工する。
- 1903年（明治36年）海田市、呉間の鉄道開通式が挙行。軽賀トンネル（鉄道専用トンネル）狩留賀側口に番所が置かれ、そこに人が住む。（狩留賀に人が住んだ最初の記録。）

### 大正時代
- 1921年（大正10年）7月。3月の営業申請が許可され、 呉市吉浦町の有力者、野間八郎が狩留賀海水浴場（現、ロマンチックビーチかるが）開設。
- 1923年（大正12年）。この年から野間八郎の事業多忙に伴い狩留賀海水浴場経営権を呉の鮮魚商森沢千代太郎に年間2万500円で譲渡し同氏が海水浴場経営を開始する。

### 昭和時代

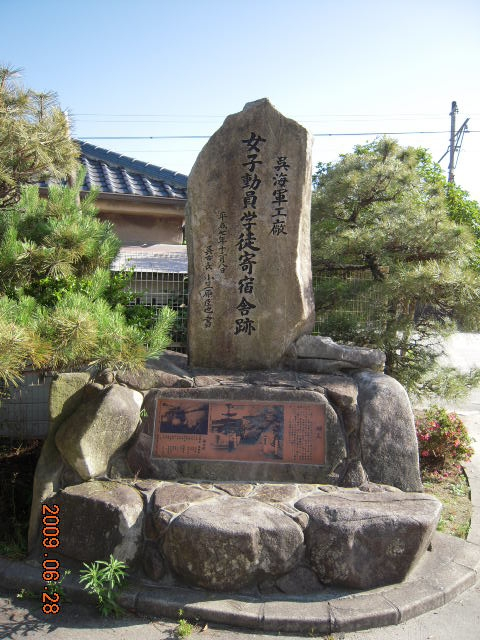
「呉海軍工廠女子動員学徒宿舎跡の碑」2009年6月28日

- 1933年（昭和8年）X月X日。国道31号線にある「吉浦トンネル(隧道)」工事が内務省大阪土木出張所の直轄工事として取り上げられる。
- 1933年（昭和8年）7月13日。「吉浦トンネル」建設に伴う測量を終え、地鎮祭が行われる。
- 1933年（昭和8年）7月X日。「吉浦トンネル」狩留賀方向からの工を起する。
- 1933年（昭和8年）12月17日。「吉浦トンネル」貫通する。
- 1934年（昭和9年） 9月X日。「吉浦トンネル」が開通する。
- 1935年（昭和10年）3月29日。「吉浦トンネル」竣工する。長さ288m、幅11m、高さ5mで「幅」は当時「東洋一」と称される。※しかし通行は禁止されたまま。通行可となったのは翌年夏頃からである。
- 1935年（昭和11年）5月X日。国道31号線にある「吉浦トンネル」が完成し鉄道線路（呉線）の北側、山手にかけて東寄りに家が数軒建ち始める（別荘地の始まり）。※当時の"吉浦地区建築ブーム"の影響。
- 1937年 （昭和12年）海水浴場に「森沢本館（海の家）」が建設される。
- 1940年（昭和15年）現呉市立吉浦中学校の土地に約800名の徴用工員を収容する呉海軍工廠狩留賀寄宿舎を木造2階建て「コの字形」に建設。少し離れた場所(寄宿舎から東北方向)に大学出身の技術士官用宿舎を建設。
- 1941年（昭和16年）9月1日 呉市における町名制定により吉浦町がより細かく分けられ、「狩留賀町」と制定される。
- 1942年（昭和17年）旧水道ポンプ所、設置。
- 1943年（昭和18年）9月10日。狩留賀海水浴場に「呉健民修練所」が開設され筋力薄弱な青年を毎回50名収容して50日間の心身訓練実施する。
- 1944年（昭和19年）4月X日。狩留賀西部の池崎の浜に海軍工廠水雷部の木造倉庫が建設される。この頃、狩留賀の海水浴場には招集水兵用のバラック兵舎も建設されている。現吉浦小学校の一部も仮兵舎となり両方で多い時は1000名程が宿泊していた。両兵舎の水兵の多くは狩留賀の防空砲台陣地構築作業に当たっていた。
- 1944年（昭和19年）6月X日。呉海軍工廠狩留賀寄宿舎に、女子挺身隊員(広島･島根･愛媛県三県の女学生(今の中学2･3年、高校1年生にあたる))約4000人が入ってくる。（挺身隊に関する石碑が校内に存在する。）
- （連合国軍による占領期）1945年~1952年（昭和20年~昭和27年） 狩留賀町内の数軒が英連邦軍により接収される。
  - 狩留賀町内に、国際観光ホテル「かるが荘」が建設される。
  - 戦時中「吉浦トンネル」（歩道）に置いてあった軍事物盗難を防ぐ為、トンネルの両端に憲兵を置く。
- 1949年（昭和24年）6月8日 呉市吉浦本町5丁目にあった、呉市立吉浦中学校が狩留賀町に移転して来る。
- 1950年（昭和25年）8月20日 呉市二河プールで日・米・豪の水泳競技会が行われた際に日本の古橋・橋爪・外四など5名の選手が「かるが荘」に宿泊。この日狩留賀町内は勿論のこと吉浦からも選手を見ようとした人で荘の前が、ごった返した。
- 1950年(昭和25年)暮れ~1951年(昭和26年)にかけて。「かるが荘」が日新製鋼に売却される。迎賓館として使用。後、名称を「日新製鋼かるが寮」に変更。
- 1951年（昭和26年）9月21日～9月24日。「秋の第6回国体広島大会呉水上競技」に高松宮宣仁親王夫婦が臨席した際に「かるが荘」に宿泊する。
- 1956年（昭和31年）12月17日。呉市が狩留賀海水浴場一帯を海浜公園に指定する。
- 1970年（昭和45年）9月15日。呉線全線電化により、それまで地面を走っていた線路が高架橋に変わる。（旧線使用中止）
- 1981年（昭和56年）7月1日。吉浦･天応地区住居表示番号が実施され狩留賀町でも現在の住居表示となる。(例)狩留賀町○○○番地→狩留賀町○○番△△号。
- 1986年（昭和61年）8月25日。呉市立吉浦中学校、現新校舎完成する。

### 平成時代
- 1992年（平成4年）7月20日。呉市が狩留賀海浜公園から「ロマンチックビーチかるが」に改造中、一部地域がオープンするも、同年はサメ騒動の影響から、サメよけネットを海中に張って事故防止対策を行う。
- 1994年（平成6年）9月X日。隣町である吉浦町で焚火の不始末による山火事発生、猪山まで延焼する。
- 1997年（平成9年）7月19日。狩留賀海浜公園「ロマンチックビーチかるが」オープン。
- 1998年（平成10年）狩留賀海浜公園が、平成10年度手づくり郷土賞受賞。
- 1999年（平成11年）2月7日。JR「かるが浜駅（旧狩留賀駅）」復活･開業。
- 2003年(平成15年) 12月11日。 森沢本館が火事により消失する。
- 2009年(平成21年) 5月10日。海辺の環境再生を趣旨とするイベント(第1回ビーチライフin呉)でビーチバレーボール選手である浅尾美和、西堀健実、菅山かおる、浦田聖子、楠原千秋が狩留賀海浜公園に来る。
- 2010年(平成22年)9月23日~9月26日。「第2回ビーチライフin呉」が開催される。ビーチバレー試合として"第5戦ファイテンビーチバレー呉"が開かれ、ビーチバレー選手32名が来る。
- 2011年(平成23年)4月上旬。旧水道ポンプ所が解体される。
- 2012年(平成24年)10月4日。町内街(防犯)灯の全てが蛍光灯からLED灯に変わる。
- 2013年(平成25年)12月。「がるが荘」(「日新製鋼かるが寮」)一部を残し解体される。跡地はクレイトンベイホテルが買取り、クレイトンファームとして農園として使用されている。残された建物はゲストハウスとなる。
- 2016年(平成28年)5月27日。児童養護施設救世軍愛光園の園舎、青山町から移転。棟上げ式が行われる。
- 2016年(平成28年)8月24日。児童養護施設救世軍愛光園の新園舎の竣工式が行われる。
- 2018年(平成30年）7月。平成30年7月豪雨により土砂崩れが起き家屋損傷数軒また吉浦隧道頭上の土砂崩落により狩留賀側の口を塞ぎ数日間通行不可といった影響を受ける。

### 令和時代

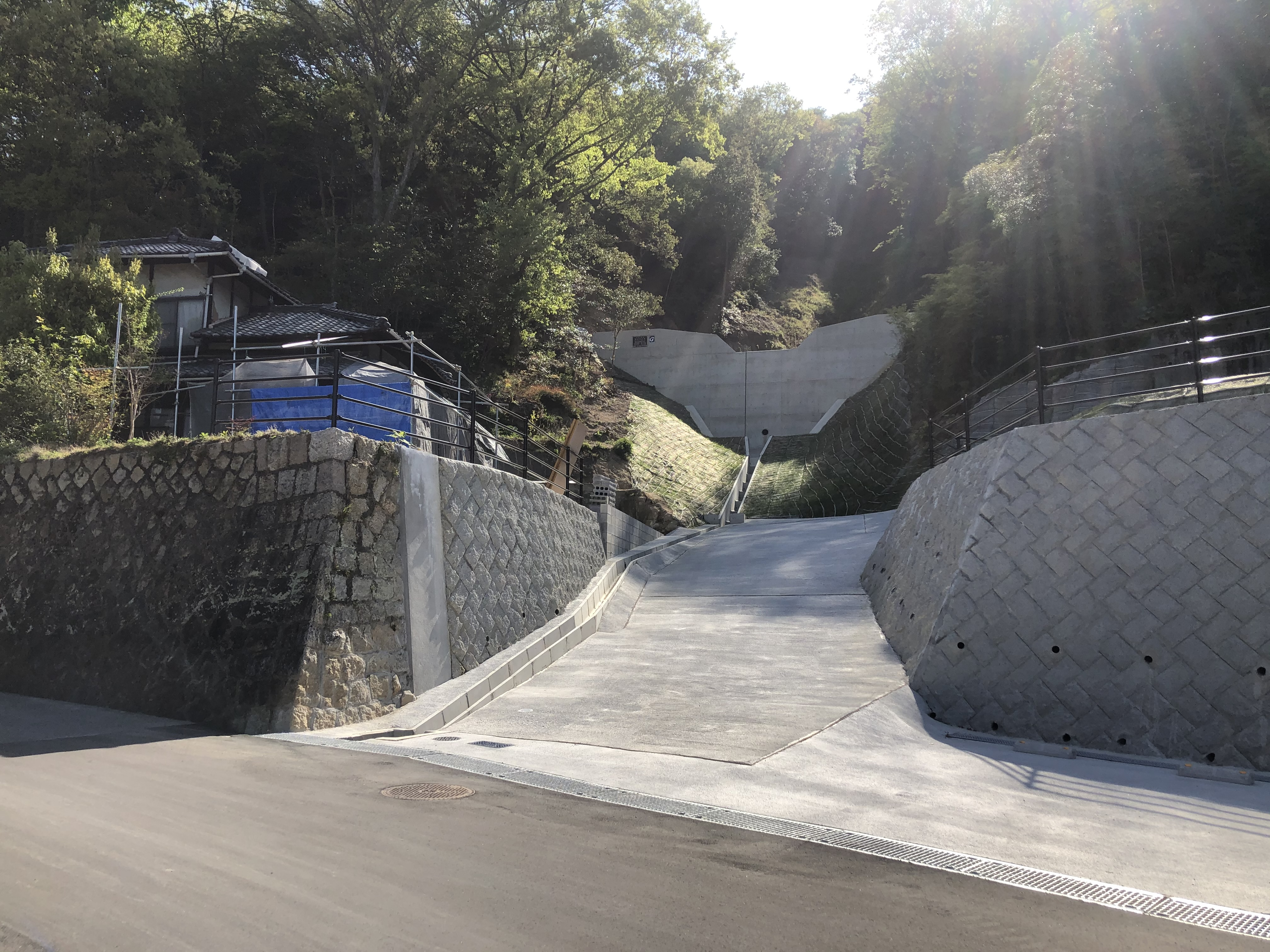
猪山国有林➄土石流安全対策工

- 猪山国有林➄土石流安全対策工2021年(令和3年)3月。土石流安全対策工(猪山国有林➄)工事完了[1]。
- 2022年(令和4年)6月4日。自治会サロン、「いきいきサロンかるが」が始まる。場所は呉市立吉浦中学校図書室。
- 2024年(令和6年)5月19日。第57回 吉浦町民体育祭で、チーム「狩留賀」三位入賞。
- 2024年(令和6年)11月。狩留賀海浜公園(ロマンチックビーチかるが)内に建っていたモリサワ商会の建物、荒廃による倒壊の為取り壊される。

## 交通
- 国道31号線
- JRかるが浜駅
- 広電バス：「狩留賀」「狩留賀西」「猪山隧道」

## 施設
- 呉市立吉浦中学校
- ロマンチックビーチかるが（海水浴場）
- 特別養護老人ホーム かるが（老人ホーム）
- 救世軍愛光園 (児童養護施設)

## 参考資料
- 『呉市史』
- 『ふるさと よしうら』
- 『角川日本地名大辞典 34 広島県』
- 『呉市立吉浦中学校同窓会誌 あおしお 母校40年の歩み』
- 『年表で読む ふるさと吉浦の今昔』
- 狩留賀町内回覧板
- 『海陽彩都 No.56』
- 『物語、吉浦郷土史』